# Aljoša Deferri
Aljoša Deferri, slovenski klarinetist, * 21. november 1971, Šempeter pri Gorici.
Je strokovni vodja Orkestra Slovenske vojske, sicer pa deluje v več slovenskih komornih glasbenih zasedbah (mdr. je soustanovitelj Slovenskega kvarteta klarinetov).
Med letoma 1998 in 2001 je bil dirigent Goriškega pihalnega orkestra.
Do leta 2006 je dirigiral Pihalnemu orkestru Lesce, nato je vodil Papirniški pihalni orkester Vevče, od leta 2022 pa pihalni orkester Godbenega društva rudarjev Idrija.
Igral je klarinet (in včasih saksofon) pri različnih (narodno)zabavnih skupinah, kot so: Ansambel Nanos, Kranjski muzikanti, Ansambel Karavanke ali Zidaniški kvintet.
Danes sodeluje pri Hišnem ansamblu Avsenik.
Klarinet je poučeval tudi na Srednji glasbeni in baletni šoli v Ljubljani.

## Diskografija
- Orkester Slovenske vojske – #2: Pod slovenskim praporom, dirigenti Jani Šalamon, Milivoj Šurbek, Aljoša Deferri in Andreja Šolar (COBISS) (CD, RTV Slovenija, 2002)
- Gianni Rijavec – V meni bije slovensko srce (single CD, 2009)[10]
- Zidaniški kvintet – Povej mi nekaj lepega (CD, 2011)
- Zidaniški kvintet z Giannijem Rijavcem – Narodni Gianni (CD, 2013)[11][12]
- Ansambel Rok Žlindra, Ansambel Hram, Nočni skok, Gianni Rijavec in Zidaniški kvintet, Ansambel Jurčki, Ansambel Erazem, Ansambel Toplar, Ansambel Prleški kvintet, Ansambel Kdo so pa to iz Mengša, Ansambel Vera & Originali, Simona & Radol'ca band, Ansambel Frančič, Ansambel Zarja, Ansambel Viharnik, Ansambel Diamanti – Na zdravje! Razglednica Slovenije (COBISS) (CD, RTV Slovenija, 2013)
- Primož Bulc – Zaplesal bi valček (CD, Zlati zvoki, 2014)
- KD Papirniški pihalni orkester Vevče – Fascinating Windmusic: MID Europe 16, dirigent Aljoša Deferri (CD, ME, 2016)
- Ansambel Zidaniški kvintet – Deset veselih let (CD, 2020)
- Papirniški pihalni orkester Vevče – Naša (z)godba: 120 let ustvarjanja, dirigent Aljoša Deferri (CD, MP3, ZKP, 2021)
- Rok Nemanič, Orkester Slovenske vojske – Pihalni cirkus, dirigent Aljoša Deferri (CD, Nemo, 2021)
- Orkester Slovenske vojske – 25 let: Komorne zasedbe (CD, MO, 2021)